# Edward John Doody
Edward John Doody (* 15. Dezember 1903 in Brisbane, Queensland; † 9. April 1968) war ein australischer Geistlicher und römisch-katholischer Bischof von Armidale.

## Leben
Edward John Doody empfing am 12. März 1927 in Rom durch den Kardinalvikar Basilio Kardinal Pompili das Sakrament der Priesterweihe für das Erzbistum Brisbane.
Am 11. März 1948 wurde Doody zum Bischof von Armidale in New South Wales ernannt. Die Bischofsweihe spendete ihm am 22. April desselben Jahres in der Kathedrale St. Stephen in Brisbane der Apostolische Delegat in Australien, Erzbischof Giovanni Panico; Mitkonsekratoren waren der Bischof von Rockhampton, Andrew Gerard Tynan sowie der Koadjutorbischof von Maitland, John Thomas Toohey.
Edward John Doody war der erste australischstämmige Bischof der Diözese Armidale. Er nahm zwischen 1962 und 1965 an allen vier Sitzungsperioden des Zweiten Vatikanischen Konzils als Konzilsvater teil.